# Danska köket

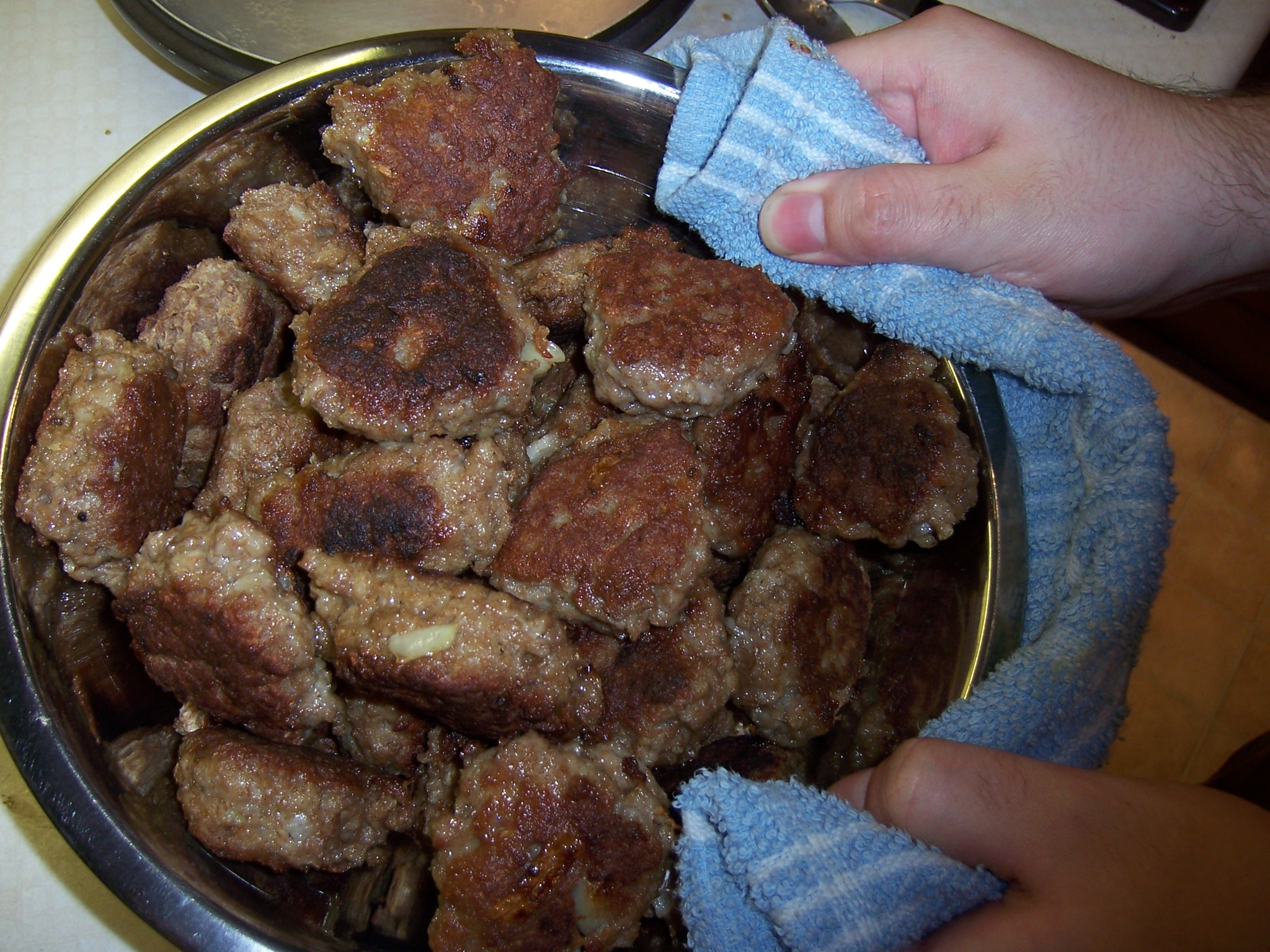
Danska frikadeller – en traditionell dansk maträtt, som ofta framhävs som den mest typiska delen av det danska matbordet.

Det danska köket betecknar den kokkonst och matkultur som är karakteristisk i Danmark. Det danska köket är känt för sina smörrebröd, frikadeller och bakverket kransekage. I dryckesväg är Danmark känt för sin öl, till exempel Carlsberg och Tuborg, sin akvavit och bittersorten Gammel Dansk.

## Dagliga måltider
Vanligtvis är danskarnas måltider fördelade på tre huvudmåltider: frukost (morgenmad), lunch (frokost) och middag (aftensmad eller middagsmad). Middagen är för de flesta den största och viktigaste måltiden.

### Frukost (morgenmad)
En traditionell frukost äts typiskt i hemmet och kan bestå av smörat rågbröd eller vetebröd, dansk skæreost (hårdost i skivor), till exempel Havarti, Danbo eller Tilsiter, en krämig vit färskost eller marmelad/ sylt och kaffe. Ibland serveras kallskuret som rullepølse, korv och dansk salami. Bröd finns i många varianter. Vitt franskbröd, bullar (boller, birkes, rundstykker) eller croissanter. Idag äter många danskar någon form av frukostflingor, müsli, havregryn eller cornflakes med mjölk eller den yoghurtliknande mjölkprodukten ymer. Andra traditionella rätter är, populära speciellt bland barn och äldre, är havregrynsgröt (havregrød) och øllebrød (soppa gjord på öl och rågbröd).
Att äta frukost utanför hemmet är inte speciellt vanligt, men hotellrestauranger brukar servera frukost för sina gäster. I städerna blir det vanligare och vanligare att gå ut och äta brunch på helgerna.

### Lunchbuffé
En traditionell lunchbuffé är karakteristisk för jul- och påskluncherna och kallas det store kolde bord.

#### Smörrebröd

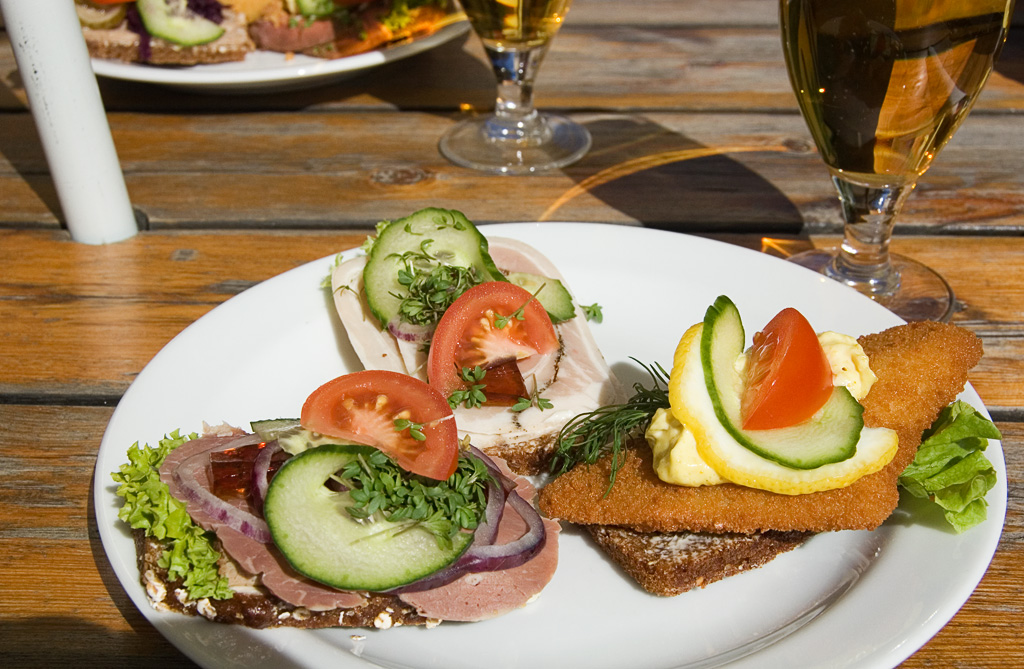
Urval av olika smörrebrød.

Grunden i smörrebröd (ursprungligen smør og brød) är vanligen en skiva smörat mörkt fullkornsrågbröd (rugbrød). På brödet läggs pålæg som kan vara kallskuret, kött, fisk eller ost som dekoreras till en visuellt tilltalande rätt. Mängden varianter är i det närmaste oändliga, men typiska exempel på smörrebröd är:
- Dyrlægens natmad ("Veterinärens nattmat") – På en skiva rågbröd läggs ett lager av leverpastej, toppat med en skiva salt kött, och en skiva köttaladåb (påläggssky). Detta dekoreras med råa lökringar samt smörgåskrasse. Detta smörrebröd är förmodligen det mest kända av alla. Det har fått sitt namn efter framlidne stadsveterinären i Köpenhamn, Sigurd Keigaard, som efter långa arbetsdagar besökte Oscar Davidsens Smörrebrödsrestaurant där han var stamgäst och åt "aftensmad" varje kväll på restaurangen efter att ha sett till hästarna på Cirkus Miehe och Det Kongelige Stalde. Lökringarna ingick inte i originalet, de har tillkommit senare.
- Ål – rökt ål på rågbröd, toppat med äggröra och örter.
- Leverpostej – ljummen grovhackad leverpastej på rågbröd, toppat med fläsk och svampstuvning.
- Rostbiff – tunnskivad rostbiff serverad på rågbröd, toppat med remouladsås och dekorerat med hackad rädisa och rostad lök.
- Tartarmad – råbiff med salt och peppar, serverat på rågbröd, toppad med lökringar, grovrivna rädisor samt rå äggula.
- Laks – skivad kallrökt eller gravad lax på vitt bröd, toppat med skalade räkor och dekorerat med en skiva citron och dillkvistar.
- Stjerneskud ("stjärnfall") – på en bas av vitt franskbröd läggs två bitar fisk, en ångad vitfisk och en panerad rödspättefilé bredvid varandra. Detta toppas med skalade räkor som dekoreras med en klick majonnäs, röd kaviar och en citronskiva.
- Marinerad sill – äts alltid på rågbröd.

### Middag (aftensmad)
Middagen är den viktigaste och största av måltiderna och intas tidigt på kvällen. Middagen fyller i Danmark en social funktion, 82 procent av danska familjer och hushåll strävar efter att äta middag tillsammans minst fem gånger i veckan (2002). Middagen serveras varm och består till vardags av en enda maträtt, som kan vara traditionell dansk husmanskost, men numera är det också vanligt med pasta, pizza, ris- och nudelrätter. Middag är en varm måltid, även om klockan är runt 12-tiden; middag är dagens varma huvudmåltid.

## Dansk julmat

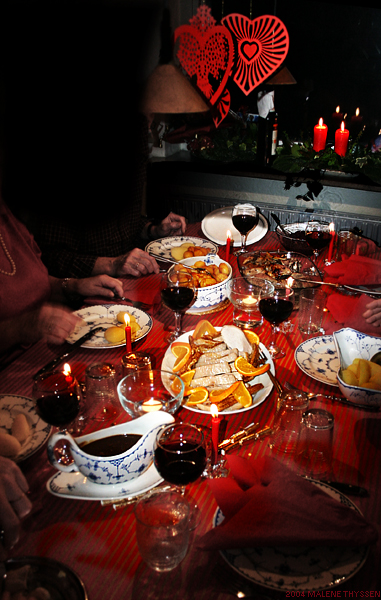
Danskt julbord med typiska rätter. Anka med flyllning gjord av äpple och sviskon, griljerade revbensspjäll, potatis, rödkål och sås. Desserten är den traditionella rätten risalamande.

På julafton äts en traditionell julmiddag som oftast består av flæskesteg (med spröd svål) eller anka (gås och kalkon förekommer också) som serveras med rødkål, brysselkål, kanderad potatis (sk brunede kartofler), vinbärsgélé och tjock sås. Efterrätten består av risalamande (Ris a la Malta) med hackade mandlar som serveras med varm körsbärssås. På juldagen äts julbord, rikligare än ett svenskt med fler fiskrätter.

## Traditionella rätter i urval
- And med svesker - sprödstekt anka fylld med syrliga äpplen och katrinplommon
- Basser - Samlingsnamn för olika typer av danska wienerbröd.[2]
- Biksemad
- Blodpølse
- Boller i karry - kokta köttbullar i currysås som serveras med ris
- Boller i selleri
- Dansk bøf med spejlæg og rugbrød
- Det kolde bord
- Finker
- Fiskefrikadeller (stekta fiskbullar)
- Flæskeroulade - fläskroulad med gröna ärtor
- Flæskesteg - fläskstek med spröd svål
- Frikadeller - stora pannbiffar av kalv- och fläskfärs serverade med stuvad vitkål
- Forloren hare - (köttfärslimpa)
- Forloren skildpadde - (falsk sköldpaddragu)
- Hakkebøf - kryddad färsbiff serverad med rå äggula
- Kalvemedaljon
- Koldskål - sommardessert av sockrad kärnmjölk och ägg
- Leverpostej
- Medisterpølse – (isterband)
- Mørbradbøf
- Pariserbøf
- Ribbensteg
- Rullepølse
- Rugbrød
- Sild (kryddersild, marinerede sild, karrysild, stegt sild i eddike) – på rågbröd
- Skipperlabskovs
- Smörrebröd (Dyrlægens natmad, Stjerneskud (Smørrebrød), Pålæg
- Sprængt oksebryst med peberrodssovs
- Stegt flæsk med persillesovs – stekt saltat fläsk med persiljesås
- Stegt kylling med agurkesalat
- Svensk pølseret
- Vandgrød
- Æggekage  (omelett)
- Æbleskiver – runda pannmunkar (evt. med katrinplommon i)
- Øllebrød – söt soppa av bröd och öl serverad med vispad grädde